# Архиепархия Мандалая
Архиепархия Мандалая (лат. Archidioecesis Mandalayensis) — архиепархия Римско-Католической церкви с центром в городе Мандалай, Мьянма. В митрополию Мандалая входят епархии Бамо, Калая, Лашо, Мьичины и Хакхи. Кафедральным собором архиепархии Мандалая является церковь Святейшего Сердца Иисуса Христа.

## История
27 ноября 1866 года Святой Престол разделил апостольский викариат Авы и Пегу на три отдельных апостольских викариата Центральной Бирмы, Восточной Бирмы и Юго-Западной Бирмы.
19 июля 1870 года Римский папа Пий IX издал бреве Quod Catholici nominis, которой переименовал апостольский викариат Центральной Бирмы в апостольский викариата Северной Бирмы.
5 января 1939 года апостольский викариат Северной Бирмы передал часть своей территории апостольской префектуре Бхамо (сегодня — Епархия Мьичины). В этот же день апостольский викариат Северной Бирмы был переименован в апостольский викариат Мандалая.
1 января 1955 года Римский папа Пий XII выпустил буллу Dum alterna, которой возвёл апостольский викариат Мандалая в ранг архиепархии.
21 ноября 1992 года архиепархия Мандалая передала часть своей территории для возведения новой епархии Хакхи.

## Ординарии архиепархии
- епископ Charles Arsène Bourdon (1.10.1872 — 1.05.1887);
- епископ Pierre-Ferdinand-Adrien Simon (24.02.1888 — 20.07.1893);
- епископ Antoine-Marie-Joseph Usse (22.12.1893 — 1899);
- епископ Marie-Eugène-Auguste-Charles Foulquier (18.08.1906 — 27.06.1929);
- архиепископ Albert-Pierre Falière (25.06.1930 — 19.12.1959);
- архиепископ John Joseph U Win (19.12.1959 — 29.05.1965);
- архиепископ Aloysius Moses U Ba Khim (9.08.1965 — 10.10.1978);
- архиепископ Alphonse U Than Aung (25.09.1978 — 3.04.2002);
- архиепископ Paul Zinghtung Grawng (24.05.2003 — 3.04.2014).
- архиепископ Nicholas Mang Thang (с 3.04.2014)

## Источник
- Annuario Pontificio, Libreria Editrice Vaticana, Città del Vaticano, 2003, ISBN 88-209-7422-3
- Бреве Quod Catholici nominis/ Pii IX Pontificis Maximi Acta. Pars prima, Vol. V, Romae, 1871, стр. 219  (лат.)
- Булла Dum alterna Архивная копия от 2 февраля 2020 на Wayback Machine, AAS 47 (1955), стр. 263  (лат.)